# Problema di Hansen

Schema con angoli di direzione.

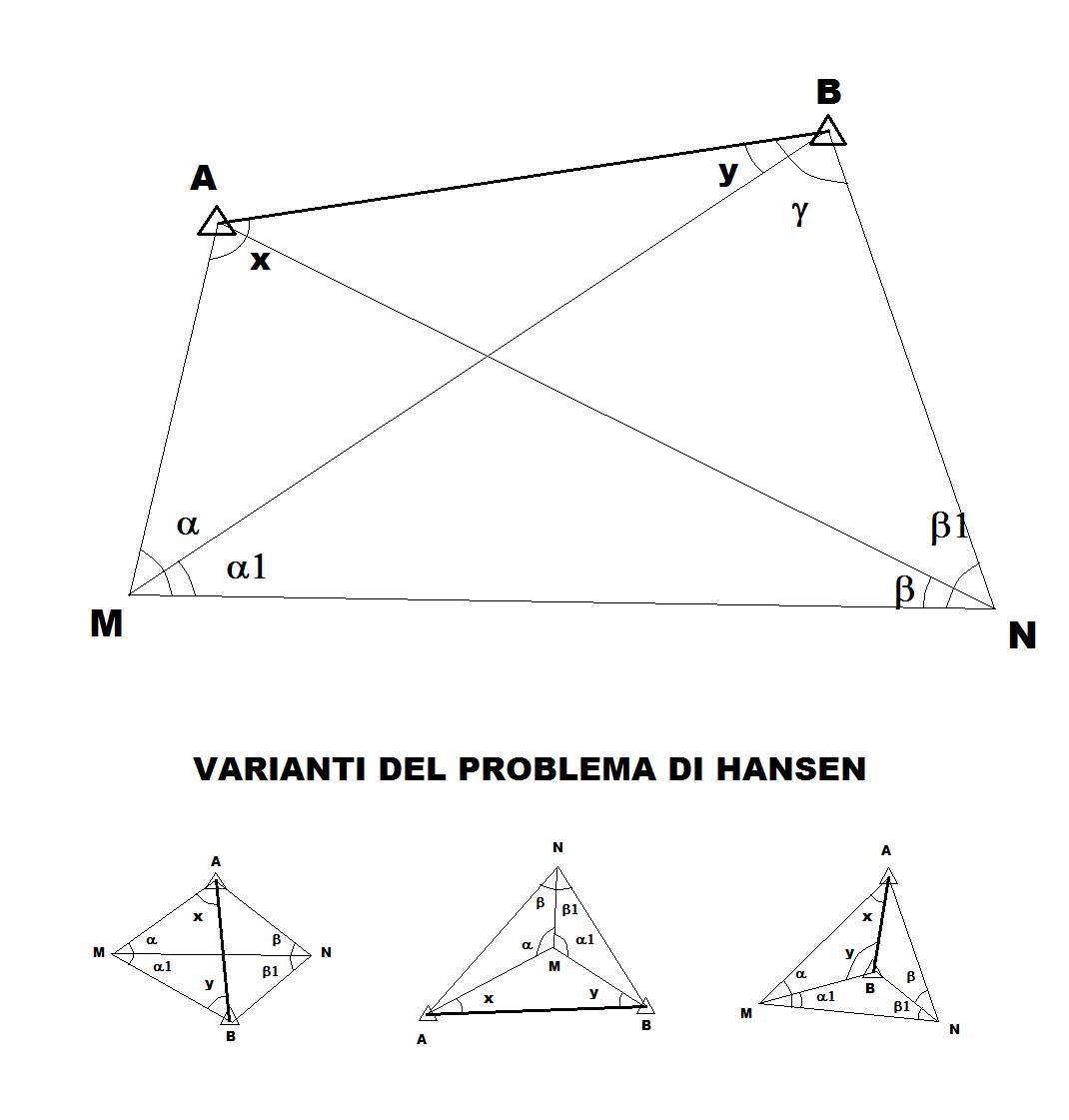
Altri possibili schemi del problema di Hansen.

Il problema di Hansen (o doppia intersezione inversa) è un problema topografico, dal nome dell'astronomo Peter Andreas Hansen (1795 – 1874), che ha lavorato al rilevamento geodetico della Danimarca. Consiste nell'avere due punti di coordinate note {\displaystyle A} e {\displaystyle B} e due punti ignoti, da cui si effettua una stazione libera, {\displaystyle P} e {\displaystyle Q}. Da {\displaystyle P} e {\displaystyle Q} l'osservatore misura gli angoli formati dalle linee di mira rispetto a ciascuno degli altri tre punti. Il problema consiste nel trovare le posizioni della stazione {\displaystyle P} e della stazione (ausiliaria) {\displaystyle Q}. Guarda la figura; gli angoli misurati sono ({\displaystyle \alpha _{1}}, {\displaystyle \beta _{1}}, {\displaystyle \alpha _{2}}, {\displaystyle \beta _{2}}).
Poiché comporta osservazioni di angoli formati da punti sconosciuti, il problema è un esempio di intersezione inversa.
Questo problema può essere risolto in tre modi: il metodo grafico, il metodo della base (o della figura) fittizia o il metodo dell'angolo ausiliario.

## Metodo risolutivo dell'angolo ausiliario
Il metodo dell'angolo ausiliario consiste nell'individuare un angolo fittizio, spesso chiamato {\displaystyle k} o {\displaystyle \lambda }, che non ha rispondenza reale con gli elementi del rilievo topografico, ma che ci dà la possibilità di individuare gli angoli ignoti del problema, altrimenti irrisolvibili a causa della carenza di elementi noti del poligono.
Vengono definiti i seguenti angoli: {\displaystyle \gamma =P{\widehat {A}}Q}, {\displaystyle \delta =P{\widehat {B}}Q}, {\displaystyle \varphi =Q{\widehat {A}}B}, {\displaystyle \psi =P{\widehat {B}}A}.
Dobbiamo risolvere {\displaystyle \varphi } e {\displaystyle \psi }. Iniziamo determinando la somma di questi due angoli sconosciuti, uguale alla somma di {\displaystyle \beta _{1}} e {\displaystyle \beta _{2}}, ottenendo l'equazione
{\displaystyle \varphi +\psi =\alpha _{2}+\beta _{1}}
In alternativa si può osservare il triangolo {\displaystyle PAB} e ottenere l'equazione:
{\displaystyle \varphi +\psi =\pi -\left(\alpha _{1}+\gamma \right)}
Questa equazione verrà successivamente messa a sistema. Possiamo stabilire un legame tra il lato {\displaystyle AB} e {\displaystyle PQ} grazie al Teorema dei seni. Osservando i triangoli {\displaystyle AQB} e {\displaystyle PQB}, possiamo scrivere le seguenti uguaglianze:
{\displaystyle {\frac {AB}{QB}}={\frac {\sin \beta _{2}}{\sin \varphi }}}
{\displaystyle {\frac {QB}{PQ}}={\frac {\sin \alpha _{2}}{\sin \delta }}}
Moltiplicando questi rapporti, otteniamo:
{\displaystyle {\frac {AB}{QB}}\cdot {\frac {QB}{BQ}}={\frac {AB}{PQ}}={\frac {\sin \alpha _{2}\sin \beta _{2}}{\sin \varphi \sin \delta }}}
Conduciamo un ragionamento analogo sui triangoli {\displaystyle ABP} e {\displaystyle APQ}:
{\displaystyle {\frac {AB}{AP}}={\frac {\sin \alpha _{1}}{\sin \psi }}}
{\displaystyle {\frac {AP}{PQ}}={\frac {\sin \beta _{1}}{\sin \gamma }}}
Moltiplicando questi rapporti, otteniamo:
{\displaystyle {\frac {AB}{AP}}\cdot {\frac {AP}{PQ}}={\frac {AB}{PQ}}={\frac {\sin \alpha _{1}\sin \beta _{1}}{\sin \psi \sin \gamma }}}
Eguagliando i due risultati si ottiene
{\displaystyle {\frac {\sin \alpha _{2}\sin \beta _{2}}{\sin \varphi \sin \delta }}={\frac {\sin \alpha _{1}\sin \beta _{1}}{\sin \psi \sin \gamma }}}
Isolando {\displaystyle {\frac {\sin \varphi }{\sin \psi }}} si ottiene:
{\displaystyle {\frac {\sin \varphi }{\sin \psi }}={\frac {\sin \alpha _{2}\sin \beta _{2}\sin \gamma }{\sin \alpha _{1}\sin \beta _{1}\sin \delta }}}

### Determinazione dell'angolo ausiliario
L’ultima espressione che abbiamo ottenuto rappresenta un valore finito, compreso tra {\displaystyle -\infty } e {\displaystyle \infty }, che non trova una corrispondenza nelle misure plano-altimetriche del rilievo. Possiamo dire con certezza però, che esiste un angolo la cui tangente assume questo valore, visto che l'intervallo {\displaystyle (-\infty ;+\infty )} è compreso nel codominio della funzione tangente. Impostiamo quindi:
{\displaystyle {\frac {\sin \varphi }{\sin \psi }}=\tan \lambda }
Utilizzando la proprietà del comporre e scomporre delle proporzioni, possiamo riscrivere l'uguaglianza precedente come:
{\displaystyle {\frac {\sin \varphi -\sin \psi }{\sin \varphi +\sin \psi }}={\frac {\tan \lambda -1}{\tan \lambda +1}}}
Riscriviamo ora il primo membro utilizzando la prima e la seconda formula di prostaferesi e semplifichiamo.
{\displaystyle {\frac {2\cos {\frac {\varphi +\psi }{2}}\sin {\frac {\varphi -\psi }{2}}}{2\sin {\frac {\varphi +\psi }{2}}\cos {\frac {\varphi -\psi }{2}}}}={\frac {\tan \lambda -1}{\tan \lambda +1}}}

{\displaystyle \tan {\frac {\varphi -\psi }{2}}\cot {\frac {\varphi +\psi }{2}}={\frac {\tan \lambda -1}{\tan \lambda +1}}}

{\displaystyle \tan {\frac {\varphi -\psi }{2}}={\frac {\tan \lambda -1}{\tan \lambda +1}}\tan {\frac {\varphi +\psi }{2}}}
Risolviamo per {\displaystyle \varphi -\psi } in modo da poter mettere a sistema somma e differenza.
{\displaystyle \varphi -\psi =2\arctan \left({\frac {\tan \lambda -1}{\tan \lambda +1}}\tan {\frac {\varphi +\psi }{2}}\right)}
Volendo, si può semplificare anche {\displaystyle {\frac {\tan \lambda -1}{\tan \lambda +1}}}, riscrivendola come:
{\displaystyle {\frac {\tan \lambda -1}{\tan \lambda +1}}={\frac {\tan \lambda -\tan {\frac {\pi }{4}}}{1+1\tan \lambda }}={\frac {\tan \lambda -\tan {\frac {\pi }{4}}}{1+\tan {\frac {\pi }{4}}\tan \lambda }}=\tan \left(\lambda -{\frac {\pi }{4}}\right)}
Ottenendo, come differenza di {\displaystyle \varphi } e {\displaystyle \psi }:
{\displaystyle \varphi -\psi =2\arctan \left[\tan \left(\lambda -{\frac {\pi }{4}}\right)\tan {\frac {\varphi +\psi }{2}}\right]}
Mettiamo quindi a sistema le due equazioni, impostando per comodità due valori {\displaystyle M} e {\displaystyle N}.
{\displaystyle {\begin{cases}M=\pi -(\alpha _{1}+\gamma )=\alpha _{2}+\beta _{1}\\N=2\arctan \left[\tan \left(\lambda -{\frac {\pi }{4}}\right)\tan {\frac {\varphi +\psi }{2}}\right]\\\end{cases}}}{\displaystyle {\begin{cases}\varphi +\psi =M\\\varphi -\psi =N\\\end{cases}}}{\displaystyle {\begin{cases}\varphi ={\frac {M+N}{2}}\\\psi ={\frac {M-N}{2}}\\\end{cases}}}
Il problema ora è ridotto ad una risoluzione di triangoli e si considera risolto.

#### Algoritmo risolutivo
Abbiamo quattro angoli ({\displaystyle \alpha _{1}}, {\displaystyle \beta _{1}}, {\displaystyle \alpha _{2}}, {\displaystyle \beta _{2}}) e la distanza {\displaystyle AB}. Il calcolo procede come segue:
- Calcolare {\displaystyle \gamma =\pi -\left(\alpha _{1}+\alpha _{2}+\beta _{2}\right),\quad \delta =\pi -\left(\alpha _{2}+\beta _{1}+\beta _{2}\right)};
- Calcolare {\displaystyle \tan \lambda ={\frac {\sin \varphi }{\sin \psi }}={\frac {\sin \alpha _{2}\sin \beta _{2}\sin \gamma }{\sin \alpha _{1}\sin \beta _{1}\sin \delta }}};
- Impostare {\displaystyle M=\pi -(\alpha _{1}+\gamma )=\alpha _{2}+\beta _{1},\quad N=2\arctan \left[\tan \left(\lambda -{\frac {\pi }{4}}\right)\tan {\frac {\varphi +\psi }{2}}\right]} ;
- Calcolare gli angoli {\displaystyle \varphi ={\frac {M+N}{2}},\quad \psi ={\frac {M-N}{2}}};
- Calcolare il lato PQ

{\displaystyle PQ=AB{\frac {\sin \phi \sin \delta }{\sin \alpha _{2}\sin \beta _{2}}}}
o in maniera equivalente
{\displaystyle PQ=AB{\frac {\sin \psi \sin \gamma }{\sin \alpha _{1}\sin \beta _{1}}}}
Se una delle due frazioni ha il denominatore tendente a zero, usare l'altra al fine di minimizzare gli errori angolari.

### Determinazione diretta degli angoli incogniti
In alternativa, si può sfruttare direttamente il rapporto tra il seno degli gli angoli incogniti {\displaystyle {\frac {\sin \varphi }{\sin \psi }}}, quantità calcolabile che chiamiamo {\displaystyle k} o {\displaystyle \lambda }, e metterlo a sistema con la somma degli angoli incogniti, anch'essa calcolabile, che chiamiamo {\displaystyle \omega }. Si ottiene:
{\displaystyle {\begin{cases}k={\frac {\sin(\varphi )}{\sin(\psi )}}\\\varphi +\psi =\omega \end{cases}}}
Concentriamoci sulla prima equazione: essa può essere riscritta come:
{\displaystyle k={\frac {\sin(\omega -\psi )}{\sin(\psi )}}}
Espandiamo il numeratore utilizzando la formula di sottrazione del seno e semplifichiamo:
{\displaystyle k={\frac {\sin(\omega )\cos(\psi )-\sin(\psi )\cos(\omega )}{\sin(\psi )}}={\frac {\sin(\omega )}{\tan(\psi )}}-\cos(\omega )}
Infine, isoliamo {\displaystyle \tan(\psi )} e utilizziamo la funzione arcotangente:
{\displaystyle \psi =\arctan \left({\frac {\sin \omega }{k+\cos \omega }}\right)}
Possiamo ottenere l'angolo {\displaystyle \varphi } per differenza, ottenendo il seguente sistema:
{\displaystyle {\begin{cases}\psi =\arctan \left({\frac {\sin \omega }{k+\cos \omega }}\right)\\\varphi =\omega -\psi \end{cases}}}
Il problema ora è ridotto ad una risoluzione di triangoli e si considera risolto.

### Risoluzione con il metodo della base fittizia
Il metodo della base (o del poligono, della figura) fittizia, si basa sulla proprietà delle figure simili della geometria euclidea. In particolare, si sfrutta la congruenza fra il rapporto dei lati corrispondenti.
La risoluzione si impone di creare un poligono {\displaystyle A'B'Q'P'}, simile al poligono {\displaystyle ABQP}, e di impostare la lunghezza della lato {\displaystyle P'Q'}, corrispondente alla base di stazione {\displaystyle PQ}, a un valore arbitrario. Per semplicità di calcolo è comune scegliere valori multipli di 10, di ordine di grandezza corrispondente a quello delle misure del rilievo. La conoscenza di {\displaystyle PQ} banalizza il problema ad una semplice risoluzione di triangoli, che possono essere risolti con il Teorema dei seni e il Teorema di Carnot.
Una volta ricavati tutti i lati, le diagonali e gli angoli del poligono fittizio, sarà sufficiente applicare la proprietà delle figure simili, precedentemente richiamata, ai poligoni {\displaystyle ABQP} e {\displaystyle A'B'Q'P'}:
{\displaystyle {\frac {AB}{A'B'}}={\frac {l}{l'}}}
Notando che il rapporto {\displaystyle {\frac {AB}{A'B'}}} (fattore di scala) è costante, può essere chiamato {\displaystyle f} o {\displaystyle \lambda _{l}} e possiamo risolvere tutti i lati del poligono reale con la seguente relazione:
{\displaystyle l=l'\cdot f}
Gli angoli del poligono {\displaystyle A'B'Q'P'}, per definizione, saranno anche gli angoli del poligono {\displaystyle ABQP}.